# Il peso della valigia
Il peso della valigia è un singolo di Luciano Ligabue, il sesto e ultimo estratto dall'album Arrivederci, mostro!. Il brano è stato prodotto da Corrado Rustici ed è stato reso disponibile per l'airplay radiofonico e il download digitale il 17 giugno 2011. Il video ufficiale, per la regia di Marco Salom è dell'agosto 2011. 
La canzone è un riadattamento della poesia contenuta nel libro “Lettere d’amore nel frigo” intitolata “Cosa non mettere in valigia”, libro scritto dallo stesso Luciano Ligabue.

## Tracce
1. Il peso della valigia – 4:38
2. Il peso della valigia (Radio Edit) – 4:15